# Mbujimayi
Ne doit pas être confondu avec Mbuji-Mayi (rivière).
Mbujimayi (écrit aussi Mbuji-Mayi; littéralement en tchiluba « rivière de la chèvre ») est une ville située au centre de la république démocratique du Congo. Chef-lieu de la province du Kasaï oriental, elle est la deuxième ville du pays en nombre d'habitants, devant Lubumbashi. Bien que ses origines remontent aux années 1910, c'est en 1963, que la ville de Bakwanga prend officiellement le nom de Mbujimayi en un seul mot, distinct du nom composé du cours d'eau qu'elle borde, la rivière Mbuji-Mayi,.

## Géographie
Située sur la rive droite de la rivière portant le même nom, et ayant une superficie de 13 520 ha (c’est-à-dire 135,20 km2), la ville de Mbujimayi s'étend approximativement de l’est à l’ouest sur une distance de 15 km et du nord au sud sur une distance de 9 km. 
La ville de Mbujimayi est bornée au nord par la rivière Muya, au sud par la rivière Kanshi, à l’ouest par la ligne artificielle joignant la confluence Kanshi-Nzaba à celle de la Muya-Bipemba et à l’est par la rivière Mbuji-Mayi.  
Au sein de la province du Kasaï oriental, la ville de Mbujimayi est bordée au nord, à l'ouest et au sud par le territoire de Lupatapata, au nord-est par le territoire de Katanda et au sud-est par le territoire de Tshilenge.

### Climat
Deux saisons sont observées dans la région de Mbujimayi, soit : 
1. La saison des pluies qui dure 8 mois, soit de septembre à avril ;
2. La saison sèche qui dure 2 mois, soit en juin et juillet.

Les 2 mois restants, soit mai et août, sont ceux de la transition.
Pendant les huit mois de la saison des pluies, les pics maximaux de précipitations sont en mars et en novembre. Bien que le mois de novembre soit celui avec davantage de précipitations, le nombre de jours pluvieux est supérieur en décembre. Il pleut en moyenne 185,5 mm par mois.
Selon la classification de Köppen, le climat de la région est de type Aw, soit un climat tropical de savane. Les vents dominants sont les alizés du sud-est en saison sèche et les alizés du nord-est en saison des pluies.
La température ambiante de la ville varie entre 20 et 30 °C avec une moyenne annuelle de 25,2 °C,,.

### Hydrographie
Le réseau hydrographique de Mbujimayi est notamment utilisé pour s'abreuver, la lessive, l'arrosage des cultures, la fabrication de la bière et le tamisage des graviers de diamant. Ce réseau est constitué des cours d’eau suivants :
1. Rivière Mbuji-Mayi ;
2. Rivière Muya ;
3. Rivière Kanshi ;
4. Rivière Nzaba ;
5. Source d’eau de Lukelenge ;
6. Ruisseau Bipemba.

La ville éprouve cependant d’énormes difficultés en ce qui concerne la desserte de sa population en eau potable, principalement à cause de la vétusté du barrage hydroélectrique de Tshiala et du réseau d'aqueduc de la Regideso. Face à cette situation, la population est contrainte de se ravitailler aux puits d’eau, ce qui favorise la persistance de certaines maladies d’origine hydrique telles que l’amibiase et la typhoïde.

### Géomorphologie
Mbujimayi est située sur le plateau du Kasaï, un plateau légèrement vallonné incliné de l’ouest (740 m d’altitude) vers l’est (490 m d’altitude). La déclivité varie entre 5 % et 10 %. Les zones de dépression qui caractérisent le secteur sont sujettes aux effondrements, particulièrement lors du passage des eaux de ruissellement. 
Ce plateau est légèrement incliné vers l'est et est constitué de crêtes, dont une crête principale d’orientation est-ouest sur laquelle se butent 24 crêtes secondaires d’orientation sud-ouest–nord-est et nord-ouest–sud-est. Les pentes sur le plateau sont généralement faibles mais longues et la pente moyenne de la ville est de 7,1 %.
Quant aux inclinaisons du plateau, le versant de la Muya serait de 8,4 %, celui de la Kanshi serait de 8,1 % et celui de la Mbuji-Mayi serait de 4,9 %.
Son altitude moyenne varie entre 525 et 650 m ; le point le plus bas (525 m) est situé au nord de la ville dans la vallée de la rivière Muya, tandis que celui le plus haut (650 m) se trouve non loin du poste Miba vers la crête de l’aéroport International de Bipemba.

### Qualité du sol
La ville de Mbujimayi présente un sol fortement accidenté, dû par une composition sablonneuse qui peut être supportée par le calcaire, facilement dissoute par les eaux pluviales infiltrées. Ceci favorise la formation de cavités souterraines,. 
Il est donc à noter que le sol de cette ville est à un état de dégradation inquiétante caractérisée par des érosions, ravins, effondrements et autres affaissements,. Attendu que cet état de fait n’est que la conséquence logique des lotissements anarchiques, des déboisements, de la construction de galeries pour l'exploitation du diamant et de l’absence, l’insuffisance ou l’inadaptation de collecteurs des eaux,. Plus de 700 lieux d'érosion ou d'effondrement ont été recensés en 2008 par la coordination urbaine de l’environnement et la Coopération technique belge (CTB). 
Bien avant cela, une étude réalisée de 1997 à 1998 avec l’appui de l’USAID avait fait constater que les érosions de la ville de Mbujimayi progressent à une vitesse de 431 m dans les huit mois de la saison des pluies, soit 41,50 m par an. 
Les gouvernements central et provincial tentent d'arrêter la progression de certains ravins ou carrément de les canaliser en utilisant des moyens de lutte antiérosifs jumelés à des moyens phytotechniques, tels que la culture du vétiver.

### Biodiversité

#### Faune
Les eaux qui baignent Mbujimayi renferment une faune constituée de plusieurs espèces de poissons, dont le tilapia, le clanios et le synodontis. Malgré cette potentialité non négligeable en poissons, la pêche n’y est pas développée, car on y pratique la pêche de subsistance à la ligne aux filets maillants de manière sporadique.

#### Flore et couvert végétal
Mbujimayi est lotie sur un terrain jadis couvert par un manteau végétal composé d’arbres et d’arbustes. Tshibombo, une partie de la commune de Bipemba, était d'ailleurs dénommé Tshibombo wa makala (en français : Tshibombo de la braise), car toute la ville était ravitaillée en énergie par le bois de Tshibombo.
Actuellement, Tshibombo wa makala est couvert par une savane de taille chétive apparentée à la steppe. Les lotissements des parcelles, la construction des maisons (nécessaires par le bois), l'énergie par le bois (charbon de bois et bois de chauffage) et les tracés de réservoirs publics constituent des causes de la destruction et de la disparition du couvert naturel. Pour parer à cette situation, la ville est actuellement protégée et couverte par un rideau et manteau végétal constitué d'arbres fruitiers, d’ombrage et de quelques espèces d’essence forestières.
La poussée démographique et la pauvreté sont à la base de la destruction du couvert végétal artificiel. L’éloignement des forêts où la population se ravitaillait en énergie de bois pour les besoins domestiques et pour la vente pousse les habitants à se retourner contre les arbres parcellaires et ce, en dépit du règlement de la ville contre l’abattage anarchique et illicite d’arbres.

## Population et société

### Gentilé
Les habitants de la ville de Mbujimayi sont appelés Mbujimayiens et Mbujimayiennes,. 

### Démographie
Mbujimayi connaît d'importants afflux migratoires au cours de son histoire qui contribuèrent à l'augmentation rapide de sa population. La première migration est celle des Lubas venus de Luluabourg (maintenant Kananga) vers 1960 lors d'un conflit les opposant aux populations Luluwa. La deuxième migration est celle des Kasaïens habitant au Katanga et refoulés lors de la crise économique du début des années 1990. De plus, la ville représente depuis longtemps un attrait pour l'exportation de diamant, devenu le premier produit d'exportation du pays depuis la crise minière au Katanga.
Le dernier recensement de la population de Mbujimayi date de 1984, les estimations de population subséquentes varient donc grandement. La croissance annuelle de la population est estimée à 4,16. En 1999, le Ministère du Plan estimait la population à 1 193 891 habitants. En 2012, la population peut être estimée à 1 680 991 habitants, ce qui en ferait la deuxième ville en importance dans le pays pour sa population après Kinshasa. La densité de population serait donc estimée à 12 451,8 habitants au kilomètre carré. Les estimations de la Central Intelligence Agency pour Mbujimayi font état de 2 892 000 habitants en 2023. D'autres estimations font plutôt état de 3 367 582 habitants en 2016.
| 1950   | 1958   | 1970    | 1984    | 1993    | 2004      | 2012      |
| ------ | ------ | ------- | ------- | ------- | --------- | --------- |
| 16 808 | 42 864 | 204 923 | 486 235 | 766 684 | 1 213 726 | 1 680 991 |

### Population par commune
La population de la ville de Mbujimayi au regard des statistiques arrêtées au terme de l’exercice 2015 est de 3 367 582 habitants tels que repris dans le tableau ci-dessous. 
| Communes | Mineurs | Mineurs | Majeurs | Majeurs | Total     |
| Communes | Garçons | Filles  | Hommes  | Femmes  | Total     |
| Bipemba  | 243 461 | 248 453 | 214 175 | 219 703 | 925 792   |
| Dibindi  | 206 492 | 215 676 | 217 020 | 231 714 | 870 902   |
| Diulu    | 116 852 | 120 795 | 119 012 | 134 884 | 491 543   |
| Kanshi   | 81 127  | 96 476  | 88 429  | 110 799 | 376 831   |
| Muya     | 162 464 | 182 644 | 179 026 | 178 380 | 702 514   |
| TOTAL    | 810 396 | 864 044 | 817 662 | 875 480 | 3 367 582 |

Il convient de signaler que l’on y dénombre 146 expatriés dont 82 hommes, 32 femmes, 17 garçons et 15 filles.
En proportionnant ces statistiques démographiques, la ville de Mbujimayi regorge d'une population caractérisée par 48,34 % d’hommes contre 51,66 % des femmes et 50,27 % des majeurs contre 49,73 % des mineurs. 

### Personnalités publiques liées à la ville
- Anaclet Kabeya Kalenga (1987-), homme politique de la république démocratique du Congo.
- Blaise Kanda (d), prêtre catholique de rite zaïrois
- Eugène Kandolo (1982-), entrepreneur, conférencier, écrivain et coach en développement personnel congolais.
- Pasteur Paul Mukendi (1977-), chef religieux évangélique

### Langues parlées
En dehors de la langue officielle qui est le français, la ville cosmopolite de Mbujimayi est d’abord en plein fief des Baluba, c’est-à-dire que le tshiluba est de loin la langue la plus parlée suivie du swahili, ensuite viennent par ordre d’importance numérique le songé, le tetela, le kanyok et le lingala.

### Traits culturels
La culture peut se définir comme l’ensemble des usages, des coutumes, des manifestations artistiques, religieuses, intellectuelles qui définissent et distinguent un groupe, une société. Sous cet aspect, la ville de Mbujimayi est constituée d'une mosaïque de tribus ayant des valeurs et des traditions différentes. 
Pour la classification des langues parlées dans cette ville, le tshiluba était de loin la langue prédominante dû au fait qu'il s'agit de la langue maternelle des autochtones de la région, mais également la langue par excellence de la tribu la plus populeuse de la place, soit la tribu luba. Plusieurs caractéristiques du muluba forment donc la personnalité typique du Mbujimayien. 

## Histoire
Jadis territoire de Bakwanga, la ville de Mbujimayi doit sa création à la découverte d'un gisement de diamants en 1918 par le prospecteur écossais George Young qui travaille pour la Compagnie des chemins de fer du Bas-Congo au Katanga,. La société Forminière est finalement chargée de l'exploitation sur le site de la Lukelenge à la confluence des rivières Mbuji-Mayi et Muya, lequel site fut circonscrit dans la zone A où l’immigration fut strictement contrôlée pour empêcher le trafic du nouveau gisement,. Il conviendrait de spécifier que ledit site était en fait une constellation de 13 villages des Bakwanga (descendants de Mwamba Mukwanga) appartenant au clan de Bakwa Nyanguila.
Bien que le diamant soit découvert en 1906, l'hévéa (caoutchouc) y sera également exploité. Le territoire étant densément peuplé, les Belges décident de déporter de nombreux Lubas vers le Katanga (Élisabethville, Jadotville, Kamina). Le territoire peuplé dès le XVe siècle de tribus lubas est soumis par la Force publique au début du XXe siècle, les habitants ne pouvant résister aux armes à feu.
La ville est à cette époque marquée par une urbanisation de type ségrégationniste, organisée en deux espaces, soit la ville européenne d’une part et la cité pour indigènes d’autre part,,. Le développement de la ville est d'ailleurs lié à la présence des sociétés minières. Avec le développement des activités sur le tracé du chemin de fer Ilebo vers le Katanga en passant par Mwene-Ditu, plusieurs personnes quittent le Kasaï pour le Katanga où s’installe et se développe l'Union minière du Haut-Katanga (UMHK), une importante société minière.  
Au tournant des années 60, les guerres sécessionnistes et autres fratricides d’origine politique occasionnent un grand mouvement migratoire qui poussera les Balubas d’ailleurs à revenir à Bakwanga, donnant lieu à une ville spontanée sans normes urbanistiques autour de la cité de la Forminière, qui donnera officiellement naissance à la Société minière de Bakwanga (MIBA), le 13 décembre 1961.
En 1960, lors de l'indépendance de la colonie du Congo belge, la province du Sud-Kasaï fait sécession, avec Albert Kalonji, un Luba comme président. Bakwanga est d'ailleurs la capitale de l'État sécessionniste du Sud-Kasaï entre 1960 et 1962. Le premier ministre Patrice Lumumba du Congo, un Tetela, sera accusé de réprimer la sécession avec l'armée nationale en massacrant les Lubas, ce que l'ONU considèrera comme un « génocide naissant ». Les massacres ayant eu lieu à Bakwanga sont notamment à la base d’une hostilité séculaire tacite, latente ou parfois ouverte entre les Lubas et les Tetelas[réf. nécessaire]. 
La ville fut par la suite érigée en sous-région urbaine par l’ordonnance no 67-211 du 3 mai[Quand ?]. Au terme de l'ordonnance No 082-006 du 25 février 1992 portant organisation territoriale, politique et administrative, telle que modifiée et actualisée par le décret-loi No 081 du 2 juillet 1998 portant organisation territoriale et administrative, elle est devenue une entité administrative décentralisée dotée de la personnalité juridique. L’article 53 du décret-loi précité fait d’elle le chef-lieu de la province du Kasaï-Oriental.
En 1979, des centaines de chercheurs de diamants qui avaient organisé un trafic sont massacrés par les troupes d'élite du président Mobutu.
Au début des années 1980, le gouvernement a libéralisé l’exploitation du diamant et plusieurs mines d’exploitation artisanale s’ouvrent un peu partout dans la ville et aux alentours, attirant ainsi des nombreux paysans voisins,.
À la chute de la société minière Gécamines, le gouvernement central se tourne vers la MIBA qui devient le seul soutien financier de l’effort de guerre, et qui par la suite finit par s’essouffler, se retrouvant, au bord de la faillite; situation aggravée par la chute des prix des matières premières conséquemment à la crise financière mondiale. La société MIBA fait finalement faillite en 2008, ce ayant des répercussions économiques sur la ville. 
En novembre 2010, le gouvernement central octroie à la MIBA un chèque de 10 millions de dollars américains pour sa relance ; tant bien que mal celle-ci revient à la vie mais la paix sociale reste précaire et fragile étant donné l’état de vétusté des outils et machines de MIBA par rapport aux défis en présence,. Cette reprise permet quelque peu à Mbujimayi de lui donner un nouveau souffle. 

### Population autochtone
Les personnes originaires de la ville sont les Bakwanga, un clan de la tribu Luba -Lubilanji du Kasaï. Plus précisément, le site de Mbujimayi était une constellation de onze villages appartenant au sous-clan des Bakwa Nyanguila, du clan de Bakwanga.
Voici les onze villages historiques appartenant au clan des Bakwanga, originaires de la ville de Mbujimayi :
- village de Bakwa Kapanga ;
- village de Bena Nkumbi ;
- village de Bena Dipumba ;
- village de Bakwa Dianga ;
- village de Beena Tshibwabwa ;
- village de Beena Kaseka ;
- village de Beena Kabongo ;
- village de Beena Kansele ;
- village de Beena Tshibuyi.

Les autres sites connus dans la genèse de la ville sont : Disele (du sous-clan Bakua-Tshimuna chez les Bakwanga actuellement occupé par la polygone de la MIBA), Lukelenge (groupement de Bakwa-Ndoba secteur de Nsangu) et Bonzola.

## Urbanisme

### Cadre bâti
Ville s'étant développée rapidement sous les impulsions de l'extraction diamantaire et par la venue soudaine de populations d'autres régions, Mbujimayi est caractérisée par un urbanisme décousu témoignant d'un État peu présent, tant au niveau des investissements apportés que du rôle de planification qu'il aurait pu jouer. Les lotissements, issus de traditions coutumières, n'étaient pas particulièrement réglementés et les rues pouvaient, dans certains quartiers, ne pas être tracées ou continues. Des restructurations entamées durant les années 1960 ont permis d'ailleurs de tracer des rues dans certains quartiers, au détriment des personnes qui pouvaient avoir des terrains aux endroits envisagés,. En général, la ville demeure peu urbanisée.  
L’agglomération de Mbujimayi est en fait un fruit de l’auto-construction mal dirigée et où on ne retrouve pas de division fonctionnelle de l’espace (opposant un centre-ville administratif et commercial à des zones résidentielles intégrées). Les velléités d'urbaniser la ville se font plus particulièrement ressentir durant les années 60, notamment afin d'y construire les bâtiments et habitations requis pour les autorités gouvernementales nationales du Sud-Kasaï et plus tard pour les autorités gouvernementales provinciales du Kasaï-Oriental. La ville se dote de son premier plan d'urbanisme en 1972. L'urbanisation et le lotissement de la ville profitaient d'ailleurs davantage aux citadins de l'époque, qui se servaient du cadre légal nouvellement établi pour accaparer la propriété du sol en la retirant aux clans bakwanga,. La ville est longtemps marquée par un désordre urbanistique : attribution multiple d'un même lot, installation de lots sur le tracé des rues et lotissement créé sur terrains déjà occupés sont des problèmes relevés. 
Même après 2000, Mbujimayi demeure marquée par de nombreux problèmes d'aménagement. Hormis le secteur de la MIBA, les rues sont en très mauvais état, voire impraticables et l'alimentation en électricité est défaillante, voire inexistante. En outre, la présence de têtes d'érosion dans la ville, dues notamment à la recherche de diamants, complique les déplacements et peut compromettre la sécurité des gens et des habitations.

### Enjeux environnementaux
La croissance démographique drastique et l'urbanisation rapide que connaît Mbujimayi engendre toutefois des problèmes environnementaux notables :
- la forte dégradation de la couverture végétale[49] ;
- la disparition quasi-totale des terres cultivables[50] ;
- l’apparition des érosions à la suite des fortes précipitations[27],[51] ;
- l'urbanisation anarchique de l’espace habitable[52] ;
- l’aménagement inapproprié des routes le long des pentes[52] ;
- le manque de domestication rationnelle des eaux de ruissellement[44] ;
- le non entretien des drains collecteurs[44].

### Saturation du territoire
L'explosion démographique de Mbujimayi a également occasionné une saturation de l'espace du territoire de la ville. Une extension des limites territoriales de la ville serait à envisager afin d'assurer son équilibre urbanistique et social. Un projet de faisabilité allant dans ce sens avait déjà été élaboré en son temps et soumis à la hiérarchie et au terme duquel il faudrait :
- à l’ouest : annexer le territoire de Lupatapata à l’instar des territoires de Moanda et celui de Lubudi qui ont été rattachés respectivement aux villes de Boma (Bas-Congo) et de Kolwezi (ancien Katanga). Au cas où l’annexion intégrale dudit territoire ne serait pas opportune, il faudrait alors envisager celle de ses deux secteurs les plus rapprochés de la ville en l’occurrence ceux de Mukumbi et Mulenda ;
- à l'est : annexer le secteur de Nsangu (territoire de Katanda) au cas où il faudrait y aller progressivement, commencer alors par annexer d’abord le groupement le plus rapproché de la ville, en l’occurrence le groupement de Bakwa Ndaba.

L'afflux d'habitants précipité a fait que la ville de Mbujimayi s’est étendue à l’ouest et au sud sur une partie, ou elle n’a pas de limites naturelles. C’est ainsi que la route de Bena Mbaya et le village Makala qui jadis formaient les limites sud-ouest entre Mbujimayi et le territoire de Lupatapata duquel ils dépendaient, sont actuellement intégrés de fait dans la ville de Mbujimayi ; et plus précisément dans la commune de Bipemba.
Dès lors, l’on comprend le pourquoi du conflit de limites territoriales entre la ville de Mbujimayi et le territoire de Lupatapata. D’où il y a nécessité impérieuse que soient modifiées par leur relecture les dites limites en vue de devoir doter Mbujimayi de nouvelles limites territoriales qui soient conformes à sa nouvelle configuration.

## Politique et administration

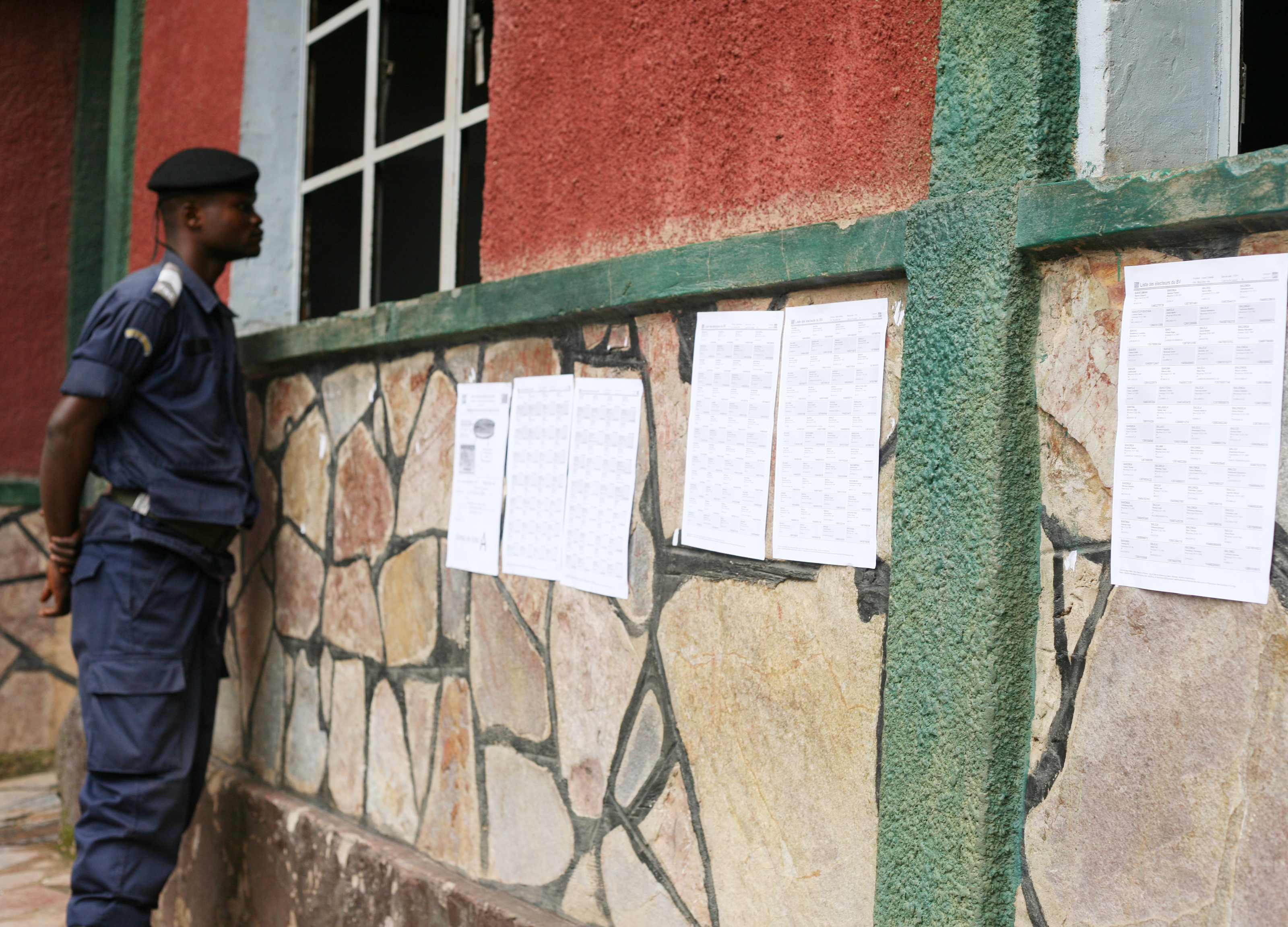
Un agent de police devant le collège Saint-Léon de la commune de Bipemba, utilisé comme bureau de vote lors de l'élection présidentielle de 2011.

Mbujimayi est considérée comme l'aînée des villes congolaises, du fait qu’elle est la première à obtenir le statut de ville après l’indépendance du Congo, au contraire de villes telles que Kinshasa ou Lubumbashi qui avaient déjà ce statut bien longtemps avant l’indépendance du Congo et qui sont donc des villes coloniales.

### Organisation territoriale
Mbujimayi est érigée en ville depuis le 3 mai 1967. Elle est dirigée par le maire de la ville et est constituée de cinq communes dirigées chacune par un bourgmestre : Bipemba, Dibindi, Diulu, Kanshi et Muya,. Cette division en communes est effective depuis l’arrêté ministériel (départemental) no 83 du 4 mars 1968 du ministre de l’Intérieur. 
| Commune   | Population | Superficie (km2) | Nb. de quartiers | Quartiers |
| --------- | ---------- | ---------------- | ---------------- | --- |
| Bipemba   | 840 723    | 57,6             | 26               | Lubwebwe • Makala • Mpokolo • Mulekelayi • Mulenda • Muya • Nzaba I • Nzaba II • Odia David • Regideso • RVA • Tshielela • Tshintunta • Tshiombela • de la Mission • de la Plaine • Diowo • Ditunga dietu • Diwola • Kabuatshia • Kakelenge • Kalundu • Kanjiya • Kanshi • Katu • Lubanda                                                                                           |
| Dibindi   | 852 753    | 27,8             | 21               | Bonzola I • Minkoka • Bonzola II • Misesa I • Dipumba I • Misesa II • Dipumba II • Monzo I • Kabongo I • Monzo II • Kabongo II • Université I • Kasavubu I • Université II • Kasavubu II • Snel I • Lukelenge I • Snel II • Lukelenge II • Tshiya • Mikela |
| Diulu     | 401 258    | 18,2             | 5                | Bubanji • Dipa • Lusenga • Masanka • Nkulusa |
| Kanshi    | 281 431    | 28,8             | 17               | Bimpe • Buzala • Kananga • Kasaï • Kashala • Lubilanji I • Lubilanji II • Luzumu • Makasi I • Makasi II • Mudiba • Nyongolo • Tshiatshiatshia • Tshikisha • Tubondo I • Tubondo II |
| Muya      | 635 405    | 12,8             | 27               | Badibanga Lukuni • Kajiba • Biayi Mikenji • Nkonga • Bukasa Nkumbi • Ngomba Ngole • Dieu M’a donné • Ntita Kalavanda • de la poste • Nzangula Menji • Kalala Mutombo • OUA • Kansele • Siona • Lunga • Tender • Lupemba • Tshibangu Mpoyi • Lusamba • Beena Tshibwabwa • Mbaya Musangana • Tshikama • Muluma musulu • Tshidibi Tshikunga • Ngalula Mpandajila • Tshiminyi • M’Tshia |
| Mbujimayi | 3 011 570  | 145,2            | 95               | |

| Identité                             | Période        | Notes |
| ------------------------------------ | -------------- | ----- |
| Dinanga Mpinga Kana                  | 1997 - 1999    |       |
| Kabamba Ngombe                       | 1999 - 2000    |       |
| Tshimanga Mukala                     | 2000 - 2002    |       |
| Marcel Innocent Kinga Muana          | 2002 - 2005    |       |
| Marie-Thérèse Tshisaka Mutole Kazadi | 2005 - 2008    |       |
| Kongolo Kabila                       | 2008 - 2011    |       |
| Jean-Paul Ntambue Kasanzu            | 2011 - 2016    |       |
| Louis D'Or Ntumba Tshiapota          | 2016 à ce jour |       |

#### Commune de Bipemba
La commune de Bipemba tire son nom du ruisseau Bipemba située à sa source et qui constitue un affluent de la rivière Muya, quant à elle, située au sud-ouest de la ville de Mbujimayi. La commune est bordée au nord par la commune de Diulu et la rivière Muya, au sud par le territoire de Lupatapata et la rivière Kanshi, à l’est par la commune de la Kanshi et le boulevard Mgr-Nkongolo et à l’ouest par les rivières Nzaba et Kanshi qui la séparent d’avec le territoire de Lupatapata.
Subdivisée en 41 quartiers avec 425 cellules administratives pour une population de plus ou moins 910 978 habitants, la commune de Bipemba est dirigée depuis 2011 par Brigitte Kanzeu Kaniki, qui est la dix-septième personne à administrer cette entité en plus d'être la deuxième femme à occuper ce poste.

#### Commune de Dibindi
Du nom d’un ancien chef coutumier des Baluba Bakwa Disho, premiers occupants de cette contrée et puis répondant au nom de Dibindi Wa Konji, la commune de Dibindi est la commune-mère de la ville de Mbujimayi.
Subdivisée en 38 quartiers avec 294 cellules administratives, cette commune est limitée au nord par la commune de la Muya, au sud par la commune de la Kanshi, à l’est par la rivière Mbuji-Mayi la séparant d’avec le territoire de Katanda, à l’ouest par la commune de la Muya.
La commune est dirigée par Marie Thérèse Muisangie Ngoie, vingtième autorité et troisième femme à diriger l'entité territoriale. 
Il s'agit d'une commune à grande vocation agricole servant depuis longtemps de grenier d'approvisionnement alimentaire pour la capitale diamantifière, on y cultive du manioc, de l'arachide, du maïs et on y produit de l'huile de palme. 

#### Commune de Diulu
Jadis agglomération urbaine et rurale des villages Bakwa Nyanguila, Bena Tshibuyi et Kansele, la commune de Diulu occupe l’espace territorial de l’actuel Bipemba.
Quoiqu’étant une agglomération à faible démographie, cette commune avait eu sa valeur par le fait d’être près de la société Forminière (MIBA). De 1959 à 1961, la commune avait offert son hospitalité aux réfugiés Luba qui fuyaient la guerre ethnique les opposant aux Lulua de la Luluabourg (Kananga).
Cette commune est dirigée depuis 2008 par Angèle Lusamba Mukendi, qui en est le seizième bourgmestre et la toute première femme à occuper ce poste. 
Géographiquement, la commune de Diulu est bordée au nord par la rivière Muya qui la sépare d’avec le territoire de Lupatapata, au sud et à l'est par la commune de la Muya et à l’ouest par la commune de Bipemba. Elle est subdivisée en 24 quartiers et 120 cellules administratives.

#### Commune de la Kanshi
Tirant son nom de la rivière Kanshi qui la baigne de sa rive gauche, cette commune héberge en son sein toutes les autorités tant politiques, policières, militaires que civiles de la province en plus d'héberger la société MIBA et son siège de haute direction. 
La commune de la Kanshi est limitée au nord par la commune de Dibindi, au sud par la rivière Kanshi qui la sépare d’avec le territoire de Lupatapata, à l’est par la rivière Mbujimayi qui la sépare d’avec le territoire de Katanda, et à l’ouest par la commune de Bipemba.
Subdivisée en 17 quartiers et 90 cellules administratives, la commune est dirigée par Anaclet Edimekomba Dionga, qui en est le onzième bourgmestre depuis sa création. 

#### Commune de la Muya
La commune de la Muya tire son nom de la rivière portant le même nom. Son siège est situé sur l'avenue Odia David face du palais de justice. Autrefois appelée Centre commercial du fait qu’elle regorgeait le grand marché urbain dénommé Wetrafa (anciennement Simis), ce dernier subit une baisse constante du nombre de ses marchands pour plusieurs raisons.
Dirigée par Hananiya Kabeya Kasonga qui en est le treizième bourgmestre, la commune de la Muya est subdivisée en 33 quartiers et 187 cellules administratives.
Elle est limitée au nord par la rivière Muya qui la sépare d’avec le territoire de Lupatapata, au sud par la commune de la Kanshi, à l’est par la commune de Dibindi et à l’ouest par la commune de Diulu.

### Tendances politiques
La ville est notamment l'un des principaux centres du parti politique Union pour la démocratie et le progrès social. Le père de l'actuel président Félix Tshisekedi, Étienne Tshisekedi est d'ailleurs originaire de la région.

## Économie
Depuis sa fondation, l'essentiel de l'économie de Mbujimayi repose sur l'extraction diamantaire. La Société minière de Bakwanga (MIBA) a toujours occupé un rôle majeur dans l'économie et le développement de la ville. Après la faillite de la Société minière de Bakwanga (MIBA) en 2008, celle-ci a dû être rachetée par l'État congolais, où il y est propriétaire dans une proportion de 80 %. Aussi, l'extraction des gemmes se fait par des extractions artisanales, situation légalisée durant les années 1980.    
L'économie de Mbujimayi se trouve grandement freinée par l'inexistence d'infrastructures énergétiques permettant le développement et la prospérité des commerçants, artisans et entreprises. Cette économie est essentiellement extravertie, c’est-à-dire qu'elle dépend de l’extérieur pour son approvisionnement aussi bien en produits de base qu’en certaines matières et intrants nécessaires à ses activités de production. Fief ou bastion d’une opposition politique qui s’est révélée destructrice vers les années 1990, cette ville a été particulièrement victime lors des pillages qui se sont ensuivis et au cours desquels les investisseurs se trouvaient assimilés à ceux qu’on appelaient alors « mouvanciers ». 
Les entreprises employant le plus grand nombre de personnes à Mbujimayi sont la MIBA et la sucrerie Sogakor.  
La construction d'une ligne de chemin de fer jusqu'à Kananga a été proposée.

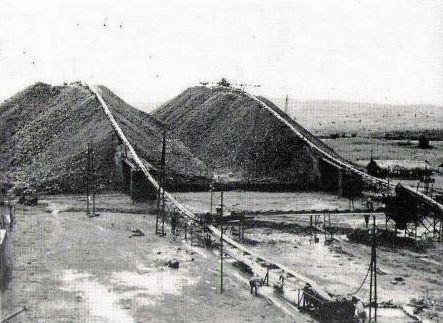
Mine de Bakwanga (1950)

### Principales activités commerciales
Les activités des commerçants constituent généralement des boutiques d’habillement, des boutiques de cosmétiques, des comptoirs de diamants, des quincailleries, des agences de fret, des dépôts de vente de produits de plastique, des boutiques de vente de cellulaires, des dépôts d’achat de carburant ou encore des boutiques d’alimentation et de produits divers.  
| N°    | Types d’activités                               | Communes | Communes | Communes | Communes | Communes |
| N°    | Types d’activités                               | Bipemba  | Dibindi  | Diulu    | Kanshi   | Muya     |
| 1.    | Boutiques d’habillement                         | 36       | 69       | 12       | –        | 41       |
| 2.    | Boutiques de cosmétiques (centenaires)          | 76       | 383      | –        | 48       | –        |
| 3.    | Comptoirs de diamants                           | 6        | –        | 4        | 13       | –        |
| 4.    | Pharmacies                                      | 107      | 224      | 17       | 24       | 27       |
| 5.    | Quincailleries                                  | 3        | 24       | 1        | –        | 44       |
| 6.    | Boutiques de vente de cellulaires               | –        | 86       | 44       | –        | –        |
| 7.    | Dépôts de vente de produits de plastique        | –        | 18       | –        | 6        | 195      |
| 8.    | Boutiques de vente de bijoux                    | –        | 13       | 1        | –        | –        |
| 9.    | Dépôts pharmaceutiques                          | –        | –        | 2        | –        | –        |
| 10.   | Usines de fabrication des mousses               | –        | 1        | –        | 1        | –        |
| 11.   | Agences de frets aériens                        | –        | 7        | –        | –        | –        |
| 12.   | Maisons de transfert des fonds                  | –        | 14       | 6        | 6        | 2        |
| 13.   | Dépôt d’importation des carburants              | –        | 1        | –        | –        | 3        |
| 14.   | Dépôt d’achat de carburant local                | –        | 9        | –        | –        | –        |
| 15.   | Sociétés en succursales                         | –        | 15       | –        | –        | 17       |
| 16.   | Chambres froides                                | –        | 6        | –        | 3        | –        |
| 17.   | Maisons de ventes des appareils électroménagers | –        | 18       | 34       | –        | –        |
| 18.   | Dépôts des engrais chimiques                    | –        | 4        | –        | –        | –        |
| 19.   | Dépôt ventes des fretins                        | –        | 4        | –        | –        | –        |
| 20.   | Boutiques d’alimentation et divers              | –        | –        | 14       | 14       | 104      |
| 21.   | Dépôt de ciment                                 | –        | –        | 1        | –        | –        |
| 22.   | Maison de communication                         | –        | –        | 4        | –        | –        |
| 23.   | Maisons de ventes de carburant                  | –        | –        | 2        | –        | 10       |
| 24.   | Blanchissement                                  | –        | –        | 1        | –        | –        |
| 25.   | Laboratoire des photos                          | –        | –        | 1        | –        | –        |
| 26.   | Librairies                                      | –        | –        | 3        | –        | –        |
| 27.   | Magasins                                        | –        | –        | –        | 4        | 28       |
| 28.   | Boulangeries                                    | –        | –        | –        | 2        | –        |
| Total | Total                                           | 228      | 896      | 147      | 121      | 471      |

### Principaux produits agricoles
Les principales cultures pratiquées dans la ville de Mbujimayi sont notamment celles du manioc, du maïs, de l’arachide et du haricot. Il s'agit principalement d'une agriculture de subsistance: les produits des cultures sont donc directement utilisées pour la consommation familiale. La carence des terres arables amène les cultivateurs à s'adonner aux travaux champêtres dans les territoires voisins.
Les efforts de production dans le secteur agricole demeurent insuffisants, car la ville ne fait que recourir à des achats massifs de denrées alimentaires comme le maïs, le riz, les haricots, le manioc, l’oignon et d'autres épices hors de ses limites territoriales. Ces sorties d’argent massives laborieusement accumulées par sa population saignent à blanc toute la ville et la paupérisent davantage. 

### Principaux produits non agricoles
Comme produits non agricoles, il n'est pas rare de trouver au marché de la Place des articles tels que du carburant (mazout et essence), du ciment, de la friperie, des piles, du sel, des motos, du velours, du timberlite, du matériel scolaire, des baguettes, des allumettes, du papier hygiénique, des tôles, de l'engrais, de la peinture, de la papeterie, des clous, des ferons, du fil conducteur, des électroménagers, des motopompes, des planches, des cosmétiques, des moulins, de la mousse, du plastique, des bougies, de la vitrerie, des habillements, du savon, des pneumatiques et du cirage.

### Principales sources d’énergie
La ville de Mbujimayi bénéficie d'une énergie provenant principalement de deux sources, soit de sources thermique et hydroélectrique. 
La Société nationale d'électricité (SNEL) alimente la ville via énergie thermique. La constance de son alimentation demeure néanmoins relative. Ceci est dû notamment aux arriérés des factures et à l’insolvabilité des clients, à la carence en carburant ainsi qu'au vol de câbles électriques sur plusieurs lignes. 
La Société d'énergie du Kasaï (ENERKA) alimente la ville via énergie hydroélectrique, plus précisément par l'électricité produite à la centrale hydroélectrique de Tshiala situé dans le territoire de Katanda et appartenant à la Société minière de Bakwanga (MIBA). La constance de l'offre de service d'ENERKA est également relative, la ville en entier n'est pas desservie par électricité. 
D'autres sources d'énergie permettent également la production d'électricité dans la région de Mbujimayi, notamment le charbon de bois de chauffage, produit à l'extérieur de la ville, mais consommé par la population de Mbujimayi et l'énergie solaire, adoptée par plusieurs considérant le nombre de panneaux solaires aperçus à travers la ville. Plusieurs personnes s'alimentent également en énergie via des batteries, des piles, des bougies et des allumettes.

### Opportunités de développement
En plus de la richesse, l'accumulation de savoir et de savoir-faire est essentielle afin que la ville puisse prétendre au développement. Le maintien en état d'ouverture des différentes institutions universitaires menacées de fermeture est donc requis afin d'aspirer à ce développement. 
La ville de Mbujimayi se caractérise comme étant une société dissipative c’est-à-dire où règnent l’ostentation, le lucre, l’orgueil, la concurrence et l’égocentrisme; une société où il y a une préférence à la consommation des biens par rapport à l’épargne. Il y a lieu donc d’éduquer les gens œuvrant dans le milieu des affaires aux principes managériaux en vue de devoir pérenniser leurs activités.
Les différents opérateurs économiques et trafiquants de Mbujimayi font montre d'un élan de dynamisme qui semble toutefois freiné par la contrainte de la problématique énergétique (manque de desserte en électricité et en eau courante). Une solution à celle-ci aurait bien probablement des effets multiplicateurs sur l'ampleur du développement économique de la ville. 
En outre, le développement à long terme de la ville passe par une diversification de ses secteurs économiques afin que celle-ci puisse perdurer malgré la fin de l'exploitation d'une richesse naturelle ou d'un secteur d'activité tel que cela a été vu pour le diamant.

## Sports
Le SM Sanga Balende est un club professionnel de football de Mbujimayi, il évolue en première division du championnat de République démocratique du Congo de football 2018-2019. Il réside au stade Kashala Bonzola, d'une capacité de 22 000 places ouvert en 2018.

## Santé

### Infrastructures
La ville de Mbujimayi compte 10 zones de santé réparties en 167 aires de santé ayant 577 structures médicales opérationnelles. Le tableau ci-dessous présente par commune les zones de santé, les aires de santé et les structures médicales par gestion :
| Communes | Zone de santé | Aires de santé | Structures médicales | Étatiques | Entreprises | Confessions religieuses | Privés lucratifs |
| Bipemba  | Bipemba       | 19             | 56                   | 0         | 0           | 2                       | 54               |
| Bipemba  | Nzaba         | 18             | 73                   | 1         | 0           | 5                       | 67               |
| Bipemba  | Mpokolo       | 15             | 41                   | 0         | 0           | 5                       | 38               |
| Dibindi  | Dibindi       | 15             | 78                   | 0         | 0           | 5                       | 73               |
| Dibindi  | Lubilanji     | 13             | 62                   | 0         | 0           | 2                       | 60               |
| Dibindi  | Lukelenge     | 15             | 58                   | 0         | 0           | 3                       | 55               |
| Diulu    | Diulu         | 19             | 55                   | –         | –           | –                       | –                |
| Kanshi   | Bonzola       | 15             | 71                   | 4         | 11          | 2                       | 54               |
| Muya     | Muya          | 19             | 36                   | 2         | 0           | 1                       | 44               |
| Muya     | Kansele       | 19             | 47                   | 2         | 0           | 1                       | –                |
| Totaux   | Totaux        | 167            | 577                  | 10        | 14          | 24                      | 529              |

Par ailleurs, Mbujimayi compte dix hôpitaux, soit quatre hôpitaux d'État ayant une capacité de 483 lits, deux hôpitaux pour entreprises et privés ayant une capacité de 453 lits et quatre hôpitaux de confession religieuse ayant une capacité de 358 lits. Parmi les hôpitaux d'État, il s'y trouve les hôpitaux Dipumba, Kansele et Muya. Parmi les privés et ceux pour entreprises, il s'y trouve l'hôpital Bonzola et la clinique MIBA. Parmi ceux de confession religieuse, il s'y trouve les hôpitaux Notre-Dame-de-l'Espérance, l'H.P.M. et celui des Sœurs franciscaines.  

### Enjeux
Il y a lieu d’épingler les lacunes constatées dans le domaine médical de Mbujimayi, telles que :
- le délabrement des infrastructures sanitaires ;
- la vétusté des équipements ;
- la défectuosité de l’hygiène sanitaire ;
- la non viabilité des établissements des structures ;
- l'insuffisance ou l’imprécision des textes légaux en la matière ;
- la mauvaise répartition des établissements de soins.

### Maladies récurrentes
Les maladies les plus courantes dans la région sont la fièvre typhoide, la malaria, la malnutrition, le virus d'immunodéficience humaine, la tuberculose et la verminose.

## Éducation

### Enseignement primaire et secondaire
Mbujimayi compte 428 écoles primaires et 187 écoles secondaires.
Voici comment se présente la situation par commune :
| N°    | Commune | Maternelle | Primaire | Secondaire | Total |
| 1.    | Dibindi | 27         | 149      | 62         | 238   |
| 2.    | Bipemba | 15         | 119      | 34         | 168   |
| 3.    | Muya    | 14         | 73       | 37         | 124   |
| 4.    | Kanshi  | 11         | 43       | 29         | 83    |
| 5.    | Diulu   | 11         | 44       | 25         | 80    |
| Total | Total   | 78         | 428      | 187        | 693   |

Et ces 693 structures scolaires sont concentrées comme suit :
| N°    | Commune | Concentration des écoles               |
| 1.    | Diulu   | 80 écoles/8,20 km2 = 9,76 écoles/km2   |
| 2.    | Muya    | 124 écoles/12,80 km2 = 9,69 écoles/km2 |
| 3.    | Dibindi | 238 écoles/27,80 km2 = 8,56 écoles/km2 |
| 4.    | Kanshi  | 83 écoles/28,80 km2 = 2,88 écoles/km2  |
| 5.    | Bipemba | 168 écoles/57,60 km2 = 2,91 écoles/km2 |
| Total | Total   | 693 écoles/135,2 km2 = 5,13 écoles/km2 |

La scolarité étant intimement corrélationnelle à la capacité des structures d’accueil en place, les statistiques des salles de classe se présentent comme suit par sous-division scolaire urbaine :
| Sous-division | Nombre de classes | Nombre de classes | Nombre de classes |
| Sous-division | Maternelles       | Primaires         | Secondaires       |
| Mbujimayi I   | 73                | 1322              | 945               |
| Mbujimayi II  | 127               | 1383              | 698               |
| Mbujimayi III | 30                | 1159              | 752               |
| Total         | 230               | 3864              | 2395              |

Par rapport à ces structures d’accueil, voici comme se présentent les statistiques des enfants scolarisés :
| Sous-division | Nombre d’élèves | Nombre d’élèves | Nombre d’élèves |
| Sous-division | Maternelles     | Primaires       | Secondaires     |
| Mbujimayi I   | 1280            | 73 658          | 21 984          |
| Mbujimayi II  | 1350            | 68 736          | 28 203          |
| Mbujimayi III | 948             | 63 796          | 21 343          |
| Total         | 3578            | 206 190         | 71 530          |

Ci-dessous, la situation des bureaux, laboratoires, ateliers et toilettes :
| Sous-division | Nombre de locaux | Nombre de locaux | Nombre de locaux |           |
| Sous-division | Bureaux          | Laboratoires     | Ateliers         | Toilettes |
| Mbujimayi I   | 70               | –                | –                | 99        |
| Mbujimayi II  | 121              | 2                | 20               | 257       |
| Mbujimayi III | 151              | 1                | 9                | 117       |
| Total         | 342              | 3                | 29               | 473       |

À noter que les sous-divisions de Mbujimayi se détaillent comme suit :
- Mbujimayi I : commune de Diulu et celle de la Muya ;
- Mbujimayi II : commune de Bipemba et une grande partie de celle de la Kanshi ;
- Mbujimayi III : commune de Dibindi et une petite partie de celle de la Kanshi.

### Enseignement supérieur et universitaire
Au total, il s'y retrouve quatre universités et neuf instituts supérieurs à Mbujimayi :
- Établissements publics

1. Université Officielle de Mbujimayi (UOM)
2. Institut Facultaire des Sciences d’Information et de Communication (IFASIC)
3. Institut Supérieur Pédagogique (ISP)
4. Institut Supérieur des Techniques Médicales (ISTM)

- Établissements privés

1. Université de Mbujimayi (UM)
2. Université Libre de Mbujimayi (ULM)
3. Université Protestante au Cœur du Congo (UPCC)
4. Institut Supérieur des Techniques Médicales Saint Luc
5. Institut Supérieur des Techniques Informatiques Appliquées (ISTIA)
6. Institut Supérieur des Gestions et des Techniques (ISGT)
7. Institut Supérieur Professionnel et Technique de la Kanshi (ISPTK)
8. Institut Universitaire du Congo (IUC)
9. Institut Supérieur des Arts et des Métiers (ISAM)

## ONG et projets

### Principales activités des ONG
Nous partons d’un principe constaté dans la société locale, c’est que généralement le Muluba se révèle dans ses profits comme étant un homme entreprenant, mais il est aussi apparu que ses activités ne font pas long feu et ne lui survivent pas. Les efforts devraient être faits en vue de pérenniser ses activités ; cette réalité fait que beaucoup d’ONG sont initiées et créées par pure opportunité dès que l’on sent venir quelque éventuel financement par le Nord, et dès que ledit financement arrive à terme échu l’existence de l’organisation cesse également. D’où nous démontrons à ce jour :
1. Cluster Nutrition Kasaï-Oriental « OCNKOR » ;
2. Association Congolaise des transporteurs Privés « ACOTRAP – ONGD » ;
3. Organisation des Mamans Lumières « OML » ;
4. Fonds Social de la RDC « FS/RDC » ;
5. Centre pour la Réhabilitation et Maintenance des Infrastructures Routières « AREMIR KASAI – ONGD » ;
6. Centre d’Encadrement, Réhabilitation et intégration des Aveugles au Kasaï (CERIAC) ;
7. Union pour le Développement des Commerçants Congolais (UDCC) ;
8. Association des Chauffeurs du Congo « ACCO » ;
9. Association des Chauffeurs du Kasaï-Oriental « ACHAKOR » ;
10. Association des Déchargeurs du Kasaï-Oriental « ADEKOR » ;
11. Centre de Solidarité pour les Personnes de Troisième Age « CESOPETA » ;
12. Association de Recherche et Action en Matière Agricole et Routière « ARAMAR » ;
13. Trading Compagny ;
14. KA – BE asbel « Société privée à responsabilité limitée ;
15. Action pour le Développement de TSHIJIBA « ADT asbl » ;
16. Comité d’appui au Développement Intégral « CADI » ;
17. Environnement Propice Jardin d’Eden ;
18. Les amis de maman Kabila Olive Lembe « AMKOL » ;
19. Centre Féminin de Formation et d’Information pour le Développement « CEFIDE asbl » ;
20. Centre Féminin de Formation et d’Apprentissage Maman KIKI « CEFFAMAK » ;
21. Equipe Nationale des Formateurs en Eau et Assainissement « ENFEA – ONGD ».

Cependant, quelques ONGD ont fait large écho surtout dans le secteur des actions pour la protection de l’enfant où nous pouvons citer ou énumérer :
1. Maman angélique ;
2. Miséricorde ;
3. Dieu parmi nous ;
4. Lumière à l’horizon ;
5. Muetu Don Bosco ;
6. Saint Vincent de Paul ;
7. Orphelin du peuple ;
8. OCEM Pasteur Kabala Mpanya ;
9. Fondation CH Dorcas ;
10. CAJAC ;
11. CHIAM AMINATA MUSADI ;
12. Betu Bana garçon ;
13. Betu Bana Filles ;
14. Enfants prodigues ;
15. Orphelinat Saint Joseph Bena Tshibuabua ;
16. Vraie parole ;
17. Maman TSHIDIBU ;
18. PAFISIDE ;
19. Dieu soit béni ;
20. Amour du prochain ;
21. Père LUFULUABU ;
22. Structures hébergent 798 enfants dont 314 scolarisés.

Nous venons de dire ci-haut, la création des ONG est d’origine opportuniste c’est-à-dire conséquente aux annonces de financement par les organismes du système des Nations unies et autres ; c’est ainsi que des gens se regroupent en vue d’élaborer les statuts assortis des règlements d’ordre intérieur qui étaleraient les raisons sociales permettant de gagner le financement ou crédit ; d’où les activités des ONG étaient principalement dans le secteur :
- lutte antiérosive ;
- projet faciliter pour l’eau ;
- élevage domestique ;
- enfants vulnérables ;
- réunification familiale.

### Projets de développement
L'administration municipale déclare de n’avoir aucune idée sur les projets financés par le gouvernement, elle nous renvoie au niveau provincial. Il est à rappeler que la plupart des ONG de la ville sont créés en fonction des différents financements qu'elles reçoivent des organismes de l'Organisation des nations unies ou des États du Nord. 

## Transport et communications

### Accessibilité à la ville
La ville est accessible principalement par voies aériennes, par train et par route.
Le réseau routier national menant à Mbujimayi est particulièrement vétuste, voire impraticable, contribuant à l'isolement relatif de la ville,. La route reliant en Kananga était même devenue impraticable pour les vélos en 2005. Cette même année, le réseau de voirie de la ville était considéré généralement en mauvais état et estimé aisément praticable dans une proportion de 20,29 %.  

### Transport
- Motos-taxis, absence de service de transports en commun public[41],[62].
- Route nationale 1, lien avec Kananga à l'est et Mwene-Ditu au sud.
- Route nationale 2, lien avec Kabinda et Bukavu au nord-est.
- Route secondaire RS 818, lien avec Bayombe au sud-ouest.
- Aéroport de Mbujimayi, liaisons avec Kinshasa et Lubumbashi.

En ce qui a trait au transport de personnes à l'intérieur de la ville, il est majoritairement assuré par des motos-taxis. 

### Réseaux de communication
Parmi les entreprises offrant des services de communication à Mbujimayi, il s'y trouve Airtel, Orange, Tigo et Vodacom. La société Africell y offre des services depuis l'année 2022.
De ces quatre sociétés de télécommunications, nous pouvons dire que c’est Orange qui arrive à tirer son épingle du jeu de par l’importance numérique de ses abonnés locaux à la suite de la tarification appliquée sur le marché.
Paysage médiatique
Plusieurs médias audiovisuels et en Ligne constituent un outil de communication pour la ville de mbujimayi. 
1. Radio télévision nationale congolaise RTNC Kasaï-Oriental (public)
2. Radio Top Congo FM station de mbujimayi (privé commercial)
3. Radio Fraternité Bwena Muntu RTF/BM (privé confessionnelle
4. Radio télévision Kasai horizon KHRT (privé commercial)
5. Radio télévision debout Kasai RTDK (privé commercial)
6. Radio Télévision océan pacifique RTOP (privé commercial)
7. Radio télévision Happy Day RTHD (privé communautaire) dirigé par Emmanuel KALONJI KABEYA Shabanza
8. Radio Mont Carmel et télévision RMCTV (privé communautaire)
9. Radio fondation Daniel Madimba FDM RADIO (privé)
10. Radio télévision de l’église évangélique libre d’Afrique RTEÉD’A (privé confessionnel)
11. Radio tabernacle de mbujimayi TBM RTV privé confessionnel)
12. Radio Zoé RTZ (privé confessionnel)
13. Radio télévision sentinelle RTS (privé confessionnel)
14. Letambour.net
15. congo7.net
16. congo-actu.net
17. coulisse.net
18. etoilenew.info

## Tourisme

### Attraits
La ville de Mbujimayi ne bénéficie pas de parcs d'importance, de jardins botaniques, de jardins zoologiques, de chutes d'eau ou de sites sacrés majeurs. Au demeurant, la cathédrale de Bonzola et le complexe industriel de la MIBA constituent des sites pouvant représenter un potentiel touristique. Implanté depuis 1918, ce complexe de 45 km2 constitue une ville comprenant des usines, des mines et des quartiers d'habitation, s'y trouvent également les institutions décisionnelles politiques et administratives de la province du Kasaï oriental. Les quartiers pour ouvriers de la ville MIBA rappellent l’organisation et l’esprit urbanistique de l’époque du Congo belge, toutefois, un manque d'entretien pérenne entraîne une dégradation avancée des villas, des espaces fleuris et de loisirs et des infrastructures de voirie. En ce qui a trait aux bars et terrasses, ceux-ci demeurent peu nombreux et sont éparpillés partout dans la ville, principalement près des grandes artères.
La centrale électrique de Tshala peut aussi faire l'objet de visites touristiques à la suite d'une demande adressée à la MIBA, bien qu'elle soit située à une trentaine de kilomètres de Mbujimayi, elle sert notamment à alimenter la ville en électricité. 

### Sites touristiques naturels, socioculturels, historiques et archéologiques
Plusieurs sites touristiques naturels, socioculturels, historiques et archéologiques se trouvent à Mbujimayi. Dans la commune de la Kanshi se trouvent le Complexe minier MIBA, la grotte Nyongolo et la cathédrale de Bonzola. Dans la commune de Dibindi se trouvent la grotte de Bena Kabongo, la résurgence fontaine de Lukelenge, le DAIPN/Lukelenge, le couvent des sœurs de Lukelenge et le pont de la rivière Lubilanji. Dans la commune de Diulu se trouvent le ravin Mbala wa Tshitolo et la maison de la Zaïroise. Puis, dans la commune de Bipemba, l'aéroport international de Bipemba, le site Tshibombo des refoulés et le site lac Monde – arabe.